# دلبرت من
دلبرت مارتین من جونیور (انگلیسی: Delbert Martin Mann, Jr.؛ زاده ۳۰ ژانویهٔ ۱۹۲۰ درگذشته ۱۱ نوامبر ۲۰۰۷) یک کارگردان فیلم اهل ایالات متحده آمریکا بود. وی بین سال‌های ۱۹۴۹ تا ۱۹۹۴ میلادی فعالیت می‌کرد.

## فیلم‌شناسی
- مارتی (۱۹۵۵)
- میزهای تک‌نفره (۱۹۵۸)
- هوس زیر درختان نارون (۱۹۵۸)
- لمس سمور (۱۹۶۲)
- دیوید کاپرفیلد (۱۹۶۹)
- جین ایر (۱۹۷۰)
- در جبهه غرب خبری نیست (۱۹۷۹)